# Susana João Carvalho
Susana João Duarte Carvalho (Condeixa-a-Nova, 1980) é uma escritora portuguesa.

## Biografia
Nascida em Condeixa, foi professora de Português e de língua portuguesa do Ensino básico e Ensino secundário. Em 2003 licenciou-se em Línguas e Literaturas Modernas (Estudos Portugueses) e em 2008 fez o mestrado em Literatura Portuguesa na Faculdade de Letras da Universidade de Coimbra com a tese António Lobo Antunes: A Desordem Natural do Olhar que mais tarde seria publicada pela Texto do grupo Leya.
Em fevereiro de 2019 doutorou-se na Universidade de Coimbra em Literatura de Língua Portuguesa. 
Trabalhou como guionista na produtora Produções Fictícias em programas de rádio e televisão. Tem colaborado com a empresa Mutante • Art, Culture & Lifestyle Magazine e também nas Oficinas de Poesia promovidas pela Casa Museu Fernando Namora.

## Obra
- "António Lobo Antunes: A Desordem Natural do Olhar" ISBN 978-972-47-4986-0[3]

## Prémios
- 2015 - Prémio Primeira Obra do P.E.N. Clube Português[4]